# Szőts Ernő
Szőts Ernő, Szőts Ernő József Lajos (Gyömrő/Budapest, 1884. augusztus 24. – Budapest, 1932. december 13.) a Magyar Rádió első igazgatója; császári és királyi főhadnagy, alezredes.

## Életpályája
Dr. Szőts Farkas református lelkész, teológiai intézeti igazgató és Fromm Anna gyermekeként született. 1884. szeptember 3-án keresztelték Gyömrőn, keresztszülei gróf Teleki József közbirtokos és gróf Teleki Anna voltak. 1912. január 25-én Budapesten, a Józsefvárosban házasságot kötött a nála kilenc évvel fiatalabb, pásztói születésű Kiss Margit Ida Jolánnal, Kiss Ernő és Német Ida lányával. A Ludovika Akadémia diákja volt. Csatlakozott a császári és királyi 4. huszárezredhez hadnagyként. 1914–1918 között az orosz, a francia, a román fronton harcolt. Bécsben és Nagyszebenben szolgált. Számos kitüntetésben részesült. A Kormányzó Katonai Irodájának megszervezésekor, mint őrnagy kapott beosztást. 1923-ban Kozma Miklós – aki akkor már megalapította a Magyar Távírati Irodát – meghívta a Magyar Telefonhírmondó RT. (később Magyar Telefonhírmondó és Rádió RT.) igazgatójának. 1925. december 1.-től haláláig a Magyar Rádió ügyvezető igazgatója volt. 1926-ban már tagja voltunk az 1925-ben Genfben megalakult Nemzetközi Rádió Uniónak. 1927-ben európai körutat tett. 1930. február 15-én magyar királyi kormányfőtanácsossá nevezték ki.
Beszélt franciául, németül, angolul.
Sírja a Kerepesi temetőben található (47-1-46).

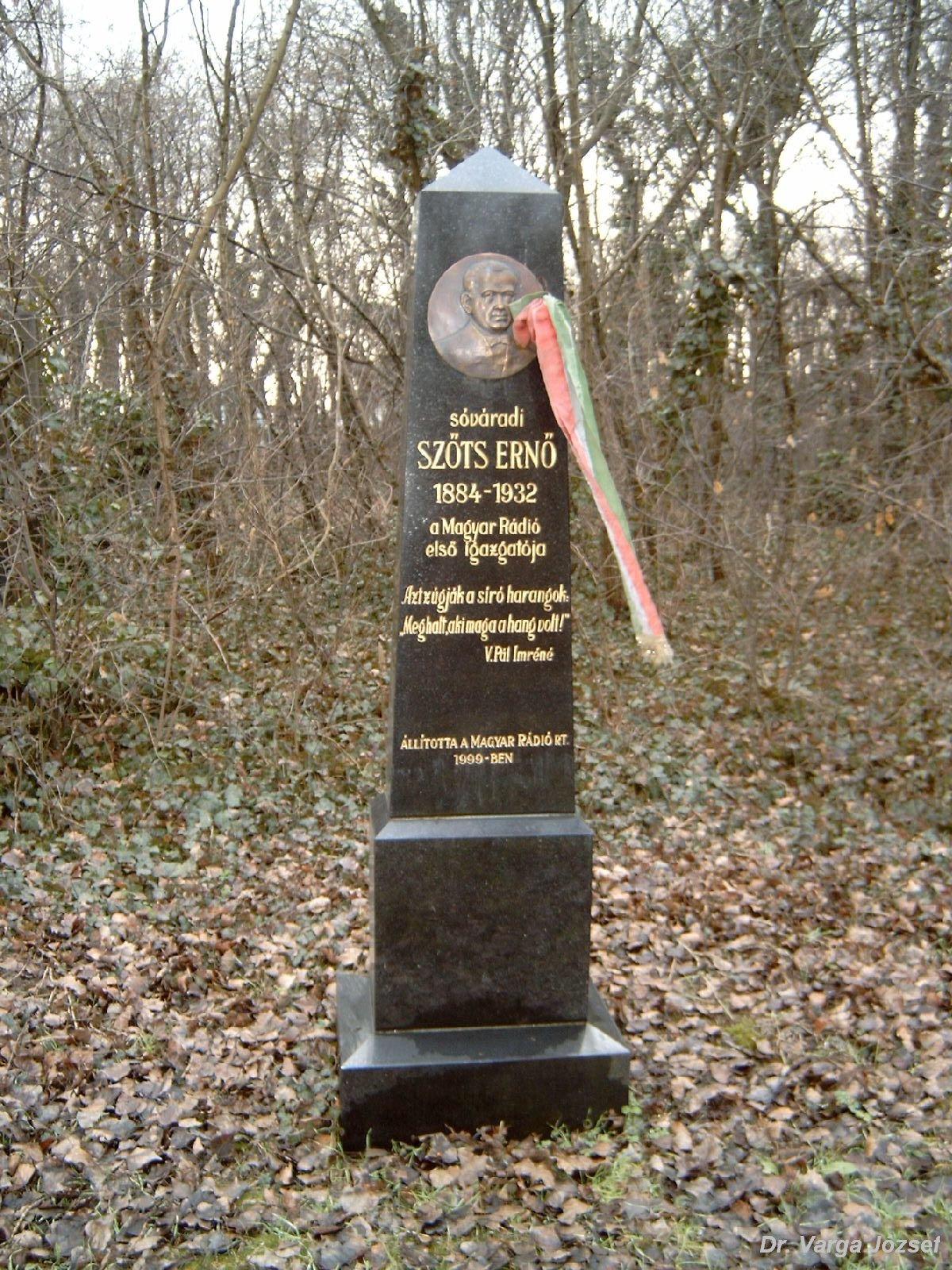
Szőts Ernő sírja Budapesten. Kerepesi temető: 47-1-46.

## Díjai, kitüntetései
- vaskoronarend
- katonai érdemkereszt (kétszer)
- Signum Laudis (kétszer)
- német vaskereszt
- török császári félhold